# 드루 대학교
드루 대학교(Drew University)는 미국 뉴저지주 매디슨에 위치한 사립 대학이다. 드루 대학교의 별칭은 숲속 대학교(University in the Forest)인데 이는 나무로 우거진 75헥타르의 캠퍼스 때문이다. 2020년 가을 기준으로 2,200명 이상의 학생들이 이 대학의 세 곳의 스쿨에서 학위를 추구하고 있다.

## 같이 보기
- 뉴저지주의 대학 목록